# Frédérick Bousquet
Frédérick Bousquet ( Perpignan, 8 april 1981 ) is een Franse zwemmer. Bousquet vertegenwoordigde Frankrijk op de Olympische Zomerspelen van 2000, 2004 en 2008. Op de langebaan is Bousquet houder van het Europees record op de 50 meter vrije slag.

## Carrière
Bousquet maakte zijn internationale debuut op de Europese kampioenschappen zwemmen 2000 in Helsinki waar hij werd uitgeschakeld in de halve finales van de 100 meter vrije slag en in de series van de 50 meter vrije slag. Op de 4x100 meter vrije slag veroverde hij samen met Romain Barnier, Nicholas Kintz en Hugo Viart de bronzen medaille. Op de Olympische Spelen in Sydney bereikte Bousquet met Barnier, Viart en Kintz de zevende plaats op de 4x100 meter vrije slag. Op de 4x100 meter wisselslag bereikte hij wederom de zevende plaats, ditmaal waren Simon Dufour, Hugues Duboscq en Franck Esposito zijn ploeggenoten.

### 2003-2004
Bij de wereldkampioenschappen zwemmen 2003 in Barcelona keerde Bousquet terug op het internationale podium, nadat hij in 2001 en 2002 afwezig was geweest, met de zesde plaats op de 100 meter vrije slag. Op de 50 meter vrije slag werd de Fransman in de halve finales uitgeschakeld. Op de 4x100 meter vrije slag legde hij samen met Romain Barnier, Julien Sicot en Fabien Gilot beslag op de bronzen medaille en op de 4x100 meter wisselslag eindigde hij als vierde, samen met Simon Dufour, Hugues Duboscq en Franck Esposito.
Op de Olympische Zomerspelen 2004 in Athene werd Bousquet uitgeschakeld in de halve finales van de 50 en de 100 meter vrije slag, op de 100 meter vlinderslag strandde hij in de series. Op de 4x100 meter wisselslag eindigde de Fransman als vijfde, samen met Simon Dufour, Hugues Duboscq en Franck Esposito en samen met Romain Barnier, Julien Sicot en Fabien Gilot als zevende op de 4x100 meter vrije slag. Tijdens de WK kortebaan 2004 in Indianapolis, Verenigde Staten eindigde de Fransman als vierde op de 100 meter vrije slag, op de 50 en 100 meter vlinderslag strandde hij in de halve finales en op de 50 meter vrije slag in de series. Op de Europese kampioenschappen kortebaanzwemmen 2004 in Wenen veroverde Bousquet de Europese titel op de 100 meter vrije slag, op de 50 meter vrije slag eindigde hij als vijfde. Op de 4x50 meter vrije slag sleepte hij samen met David Maitre, Alain Bernard en Romain Barnier de gouden medaille in de wacht.

### 2005-2008
Op de wereldkampioenschappen zwemmen 2005 in Montreal eindigde Bousquet als zevende op de 50 meter vrije slag, op de 100 meter vrije slag en de 50 meter vlinderslag strandde hij in de halve finales. Op de 4x100 meter wisselslag eindigde hij samen met Simon Dufour, Hugues Duboscq en Romain Barnier als vijfde. Op de Europese kampioenschappen kortebaanzwemmen 2005 in het Italiaanse Triëst veroverde de Fransman het zilver op de 50 meter vrije slag, op de 50 meter vlinderslag eindigde hij als zevenden en op de 100 meter vrije slag strandde hij in de series. Op de 4x50 meter vrije slag legde hij samen met zijn ploeggenoten Julien Sicot, David Maitre en Alain Bernard beslag op het zilver.
Op de Europese kampioenschappen zwemmen 2006 in Boedapest eindigde Bousquet als vierde op zowel de 50 als de 100 meter vrije slag en als vijfde op de 50 meter vlinderslag. Op de 4x100 meter wisselslag zwom hij samen met Simon Dufour, Hugues Duboscq en Amaury Leveaux naar de vierde plaats. Tijdens de Europese kampioenschappen kortebaanzwemmen 2006 in Helsinki strandde de Fransman in de series van zowel de 50 als de 100 meter vrije slag. Op de 4x50 meter vrije slag legde hij samen met Julien Sicot, David Maitre en Alain Bernard beslag op de zilveren medaille.
In Melbourne nam Bousquet deel aan de wereldkampioenschappen zwemmen 2007, waar hij in de halve finales van de 50 meter vrije slag strandde. Op de 100 meter vrije slag en de 50 meter vlinderslag viel het doek voor de Fransman in de series. Op de 4x100 meter vrije slag veroverde hij samen met Fabien Gilot, Julien Sicot en Alain Bernard de bronzen medaille.
Op de Franse zwemkampioenschappen 2008 in Duinkerke kwalificeerde Bousquet zich voor de Olympische Zomerspelen 2008 op de 100 meter vlinderslag en de 4x100 meter vrije slag. Tijdens de Spelen in Peking veroverde de Fransman samen met Amaury Leveaux, Fabien Gilot en Alain Bernard de zilveren medaille op de 4x100 meter vrije slag op slechts 0,08 seconde achter het Amerikaanse viertal, het kwartet verbeterde tijdens deze race tevens het Europees record. Op de 100 meter vlinderslag strandde Bousquet in de halve finales. Op de Europese kampioenschappen kortebaanzwemmen 2008 in Rijeka behaalde de Fransman een zilveren medaille op de 50 meter vrije slag. Op de 50 meter vlinderslag en de 100 meter vrije slag strandde hij in de series. Met zijn ploeggenoten Alain Bernard, Fabien Gilot en Amaury Leveaux sleepte hij de Europese titel in de wacht op de 4x50 meter vrije slag, het kwartet deed dat in een wereldrecordtijd. Op de 4x50 meter wisselslag eindigde hij samen met Pierre Roger, Hugues Duboscq en Alain Bernard als vierde. Een week na het EK verbeterde hij samen met Grégory Mallet, Fabien Gilot en William Meynard het wereldrecord 4x100 meter vrij op de kortebaan.

### 2009-heden
Tijdens de Open Franse kampioenschappen zwemmen 2009 in Montpellier verbeterde de Fransman het wereldrecord op de 50 meter vrije slag en dook hij als eerste man onder de 21 secondengrens, hij plaatste zich tevens voor de wereldkampioenschappen op de 100 meter vrije slag. Tijdens de Wereldkampioenschappen zwemmen 2009 in Rome veroverde Bousquet de zilveren medaille op de 50 meter vrije slag en de bronzen medaille op de 100 meter vrije slag. Samen met Fabien Gilot, Alain Bernard en Grégory Mallet sleepte hij de bronzen medaille in de wacht op de 4x100 meter vrije slag. In Istanboel nam de Fransman deel aan de Europese kampioenschappen kortebaanzwemmen 2009, op dit toernooi sleepte hij de gouden medaille op de 50 meter vrije slag en de zilveren medaille op de 50 meter vlinderslag in de wacht. Op de 4x50 meter vrije slag legde hij samen met Amaury Leveaux, Jérémy Stravius en David Maitre beslag op de Europese titel, samen met Benjamin Stasiulis, Hugues Duboscq en Amaury Leveaux behaalde hij de bronzen medaille op de 4x50 meter wisselslag.
Op de Europese kampioenschappen zwemmen 2010 in Boedapest veroverde Bousquet de Europese titel op de 50 meter vrije slag en de zilveren medaille op de 50 meter vlinderslag. Op de 4x100 meter wisselslag sleepte hij samen met Camille Lacourt, Hugues Duboscq en Fabien Gilot de Europese titel in de wacht. Tijdens de wereldkampioenschappen kortebaanzwemmen 2010 legde de Fransman, op de 50 meter vrije slag, beslag op de zilveren medaille. Samen met Alain Bernard, Fabien Gilot en Yannick Agnel veroverde hij de wereldtitel op de 4x100 meter vrije slag, op de 4x100 meter wisselslag eindigde hij samen met Camille Lacourt, Hugues Duboscq en Fabien Gilot op de vierde plaats.
In Shanghai nam Bousquet deel aan de wereldkampioenschappen zwemmen 2011. Op dit toernooi eindigde hij als vierde op de 50 meter vlinderslag, op de 50 meter vrije slag strandde hij in de series.
Op de Europese kampioenschappen zwemmen 2012 in Debrecen prolongeerde de Fransman zijn Europese titel op de 50 meter vrije slag, op de 50 meter vlinderslag veroverde hij de zilveren medaille. Samen met Amaury Leveaux, Alain Bernard en Jérémy Stravius werd hij Europees kampioen op de 4x100 meter vrije slag. Tijdens de Europese kampioenschappen kortebaanzwemmen 2012 in Chartres sleepte Bousquet de zilveren medaille in de wacht op de 50 meter vlinderslag en de bronzen medaille op de 50 meter vrije slag. Op de 4x50 meter vrije slag legde hij samen met Florent Manaudou, Jérémy Stravius en Amaury Leveaux beslag op de Europese titel, samen met Jérémy Stravius, Giacomo Perez Dortona en Florent Manaudou werd hij Europees kampioen op de 4x50 meter wisselslag. In Istanboel nam de Fransman deel aan de wereldkampioenschappen kortebaanzwemmen 2012. Op dit toernooi eindigde hij als vierde op de 50 meter vlinderslag, op de 100 meter vlinderslag strandde hij in de series. 
In Barcelona nam Bousquet deel aan de wereldkampioenschappen zwemmen 2013. Op dit toernooi eindigde hij als 8e op de 50 meter vrije slag. In de finale van 50m vlinderslag  behaalde hij de bronzen medaille, achter César Cielo en Eugene Godsoe. Op de Europese kampioenschappen zwemmen 2016 in Londen zwom Bousquet de 20e tijd in de reeksen van de 50 meter vrije slag waarmee hij zich niet kon kwalificeren voor de halve finales. In de finale van de 50 meter vlinderslag eindigde hij 6e.

## Internationale toernooien
| Jaar | Olympische Spelen                                                                                     | WK langebaan                                                                       | WK kortebaan                                                                   | EK langebaan | EK kortebaan |
| ---- | --- | ---------------------------------------------------------------------------------- | ------------------------------------------------------------------------------ | --- | --- |
| 2000 | 7e 4x100m vrije slag 7e 4x100m wisselslag                                                             |                                                                                    | geen deelname                                                                  | 29e 50m vrije slag · 12e 100m vrije slag · 4x100m vrije slag                                                                              | geen deelname |
| 2001 | | geen deelname                                                                      |                                                                                | | geen deelname |
| 2002 | |                                                                                    | geen deelname                                                                  | geen deelname | geen deelname |
| 2003 | | 10e 50m vrije slag · 6e 100m vrije slag · 4x100m vrije slag · 4e 4x100m wisselslag |                                                                                | | geen deelname |
| 2004 | 12e 50m vrije slag 10e 100m vrije slag 25e 100m vlinderslag 7e 4x100m vrije slag 5e 4x100m wisselslag |                                                                                    | 19e 50m vrije slag 4e 100m vrije slag 11e 50m vlinderslag 12e 100m vlinderslag | geen deelname | 5e 50m vrije slag · 100m vrije slag · 9e 50m vlinderslag · 4x50m vrije slag                                                                                  |
| 2005 | | 7e 50m vrije slag 9e 100m vrije slag 15e 50m vlinderslag 5e 4x100m wisselslag      |                                                                                | | 50m vrije slag · 18e 100m vrije slag · 7e 50m vlinderslag · 4x50m vrije slag                                                                                 |
| 2006 | |                                                                                    | geen deelname                                                                  | 4e 50m vrije slag · 4e 100m vrije slag · 5e 50m vlinderslag · 4x100m vrije slag · Bousquet zwom enkel in de series · 4e 4x100m wisselslag | 17e 50m vrije slag · 17e 100m vrije slag · 4x50m vrije slag                                                                                                  |
| 2007 | | 12e 50m vrije slag · 27e 100m vrije slag · 17e 50m vlinderslag · 4x100m vrije slag |                                                                                | | geen deelname |
| 2008 | 16e 100m vlinderslag · 4x100m vrije slag                                                              |                                                                                    | geen deelname                                                                  | geen deelname | 50m vrije slag · 18e 100m vrije slag · 17e 50m vlinderslag · 4x50m vrije slag · 4e 4x50m wisselslag                                                          |
| 2009 | | 50m vrije slag · 100m vrije slag · 4x100m vrije slag                               |                                                                                | | 50m vrije slag · 24e 100m vrije slag · 50m vlinderslag · 4x50m vrije slag · 4x50m wisselslag                                                                 |
| 2010 | |                                                                                    | 50m vrije slag · 4x100m vrije slag · 4e 4x100m wisselslag                      | 50m vrije slag · 50m vlinderslag · 4x100m wisselslag                                                                                      | geen deelname |
| 2011 | | 21e 50m vrije slag 4e 50m vlinderslag                                              |                                                                                | | geen deelname |
| 2012 | geen deelname                                                                                         |                                                                                    | 4e 50m vlinderslag 17e 100m vlinderslag                                        | 50m vrije slag · 50m vlinderslag · 4x100m vrije slag                                                                                      | 50m vrije slag · 50m vlinderslag · 4x50m vrije slag · 4x50m wisselslag · 4x50m vrije slag gemengd · 4x50m wisselslag gemengd · Bousquet zwom enkel de series |
| 2013 | | 8e 50m vrije slag · 50m vlinderslag                                                |                                                                                | | geen deelname |
| 2014 | |                                                                                    | geen deelname                                                                  | geen deelname | |
| 2015 | | geen deelname                                                                      |                                                                                | | geen deelname |
| 2016 | 5-21 augustus 2016                                                                                    |                                                                                    | 7-11 december 2016                                                             | 20e 50m vrije slag 6e 50m vlinderslag | |

## Persoonlijke records
Bijgewerkt tot en met 5 juni 2016
Kortebaan
| Afstand          | Tijd  | Datum            | Plaats          |
| ---------------- | ----- | ---------------- | --------------- |
| 50m vrije slag   | 20,52 | 20 december 2009 | Sint-Petersburg |
| 100m vrije slag  | 45,88 | 19 december 2009 | Sint-Petersburg |
| 50m vlinderslag  | 22,17 | 13 december 2009 | Istanboel       |
| 100m vlinderslag | 50,48 | 20 december 2008 | Istres          |

Langebaan
| Afstand          | Tijd  | Datum         | Plaats      |
| ---------------- | ----- | ------------- | ----------- |
| 50m vrije slag   | 20,94 | 26 april 2009 | Montpellier |
| 100m vrije slag  | 47,15 | 23 april 2009 | Montpellier |
| 50m vlinderslag  | 22,84 | 22 april 2009 | Montpellier |
| 100m vlinderslag | 51,50 | 25 april 2008 | Duinkerke   |